# لوحات تسجيل المركبات في قطر

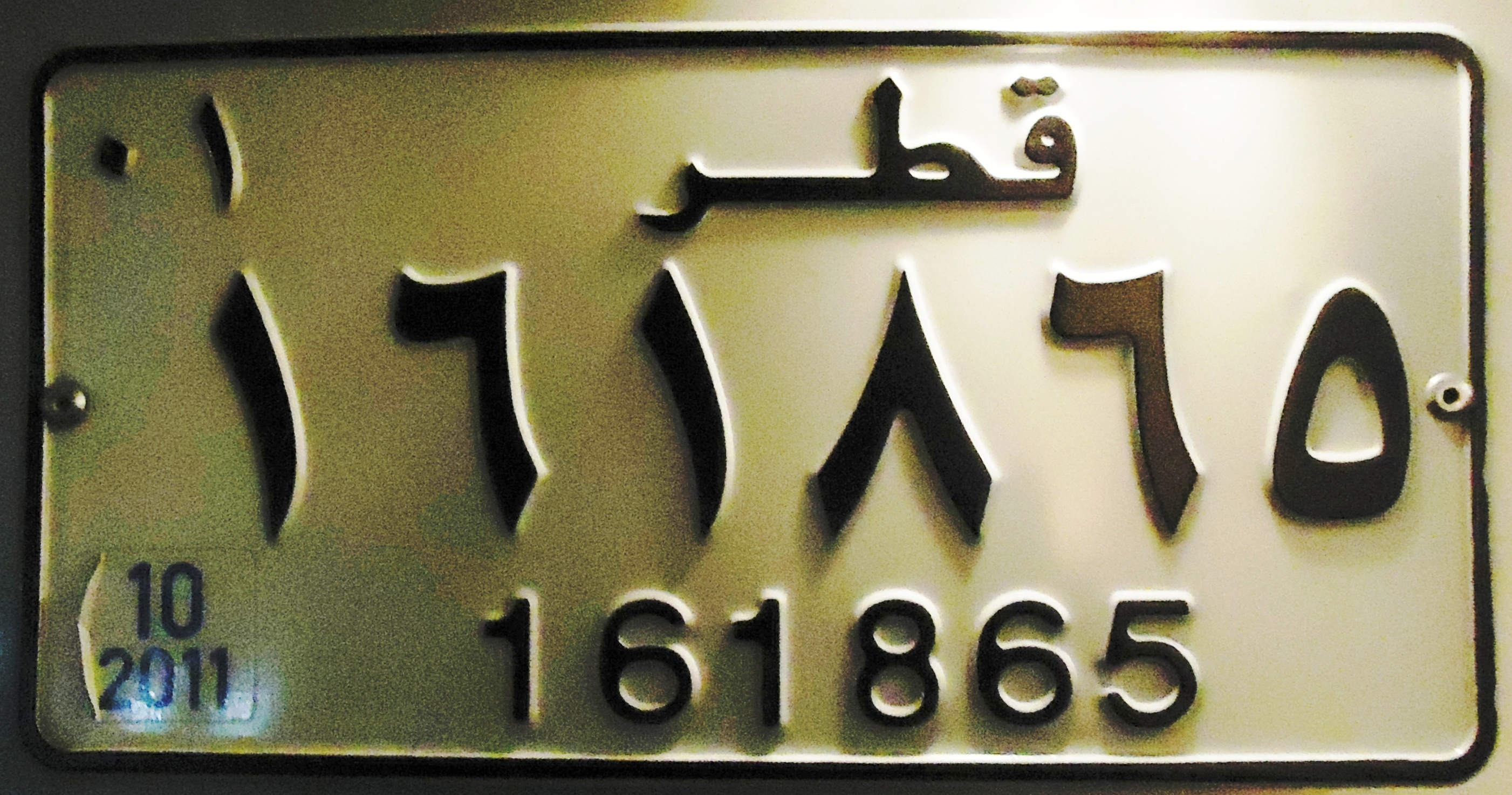
لوحة ترخيص قطرية 1997 - 2011

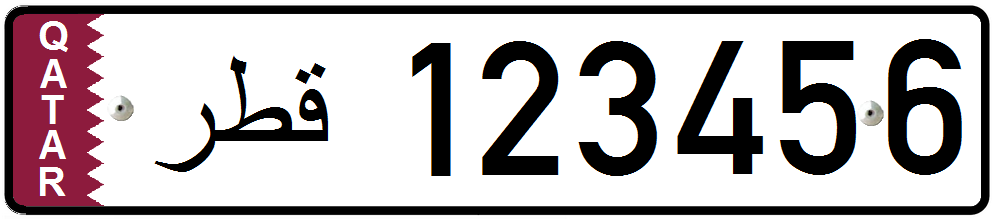
لوحة ترخيص قطرية 2011-لحتى اليوم

لوحات تسجيل المركبات في قطر تم إصدارها ابتداءً من عام 1950. تم اعتماد الإصدار الحالي منذ عام 2012. بدأ إصدار لوحات تسجيل المركبات في عام 1973. رمز التسجيل الدولي للمركبات في قطر هو Q.

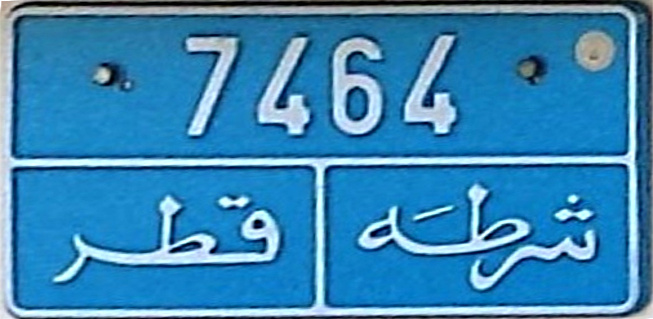
لوحة ترخيص قطرية للشرطة

في مزاد عام في 2016 ، تم بيع لوحة الرخصة رقم 411 مقابل 960,000 دولار.